# Зафарський джамоат
Зафа́рський джамоат (тадж. Ҷамоат Зафар) — джамоат у складі Фархорського району Хатлонської області Таджикистану.
Адміністративний центр — село Сомонійон.
Населення — 11223 особи (2011; 11385 в 2010, 12006 в 2009).
До складу джамоату входять 6 сіл:
| Населений пункт | Стара назва    | Населення, осіб (2009) | Населення, осіб (2010) | Населення, осіб (2011) |
| --------------- | -------------- | ---------------------- | ---------------------- | ---------------------- |
| Істіклол        | -              | 308                    | 292                    | 241                    |
| Навободі-Боло   | Новабаді-Боло  | 1806                   | 1713                   | 1686                   |
| Навободі-Пойон  | Новабаді-Пойон | 2109                   | 1998                   | 1972                   |
| Саховат         | Карахчі        | 1668                   | 1582                   | 1569                   |
| Сомонійон       | Самончі        | 5035                   | 4775                   | 4777                   |
| Чорґул          | Чоргуль        | 1080                   | 1025                   | 976                    |